# Glomera grandiflora
Glomera grandiflora är en orkidéart som beskrevs av Johannes Jacobus Smith. Glomera grandiflora ingår i släktet Glomera och familjen orkidéer. Inga underarter finns listade i Catalogue of Life.